# اگیدیوس سادلر

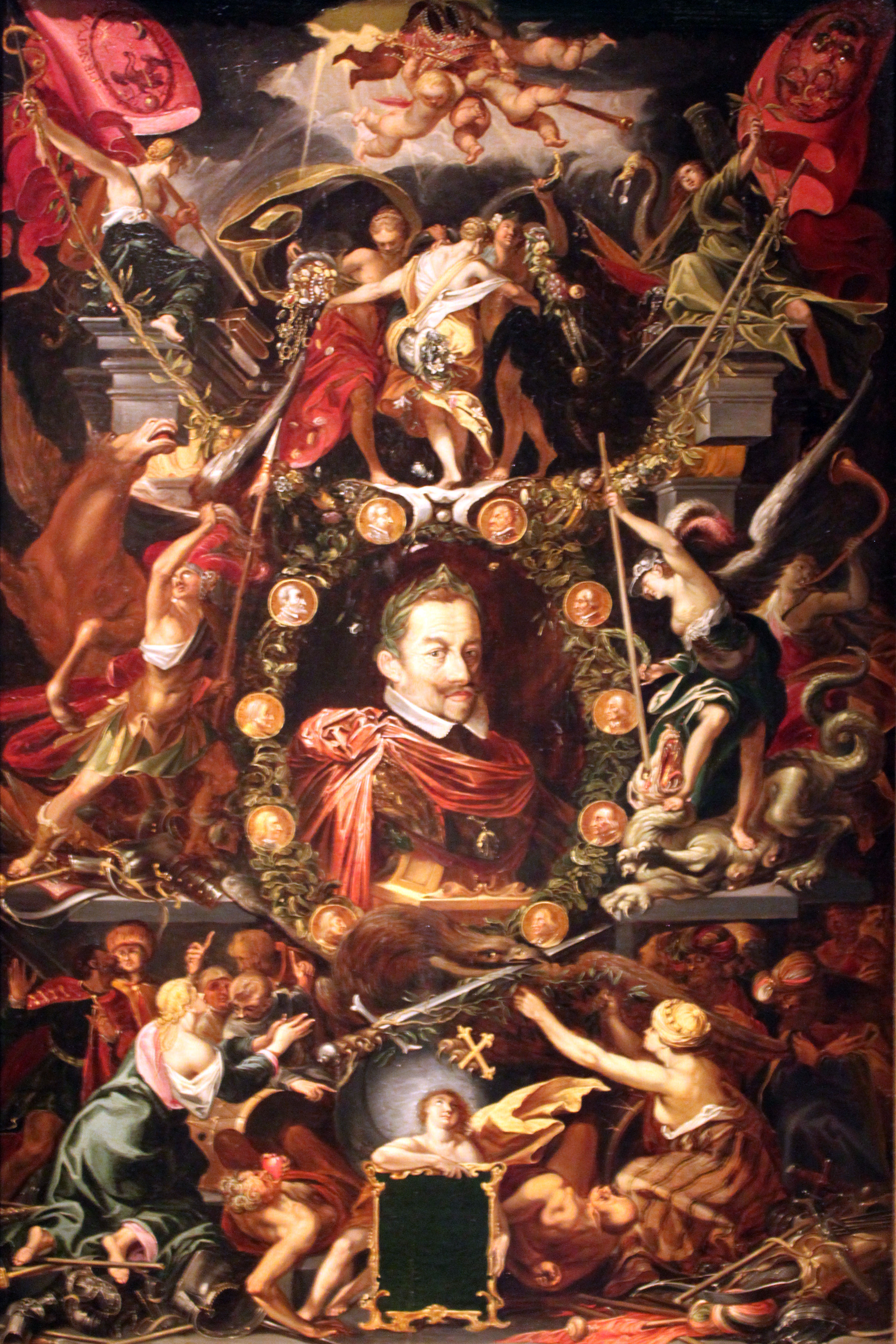
استعاره‌ای دربارهٔ حکومت امپراتور متیاس

اگیدیوس سادِلِر (لاتین: Aegidius Sadeler؛ ۱۵۷۰–۱۶۲۹) نقاش و حکاک فلاندری بود که بیشتر عمر هنریش را در دربار رودولف دوم امپراتور مقدس روم و جانشینانش، متیاس و فردیناند دوم، در پراگ گذراند. از آثار معروف او می‌توان به «استعاره‌ای دربارهٔ حکومت امپراتور متیاس» اشاره کرد.

## نگارخانه

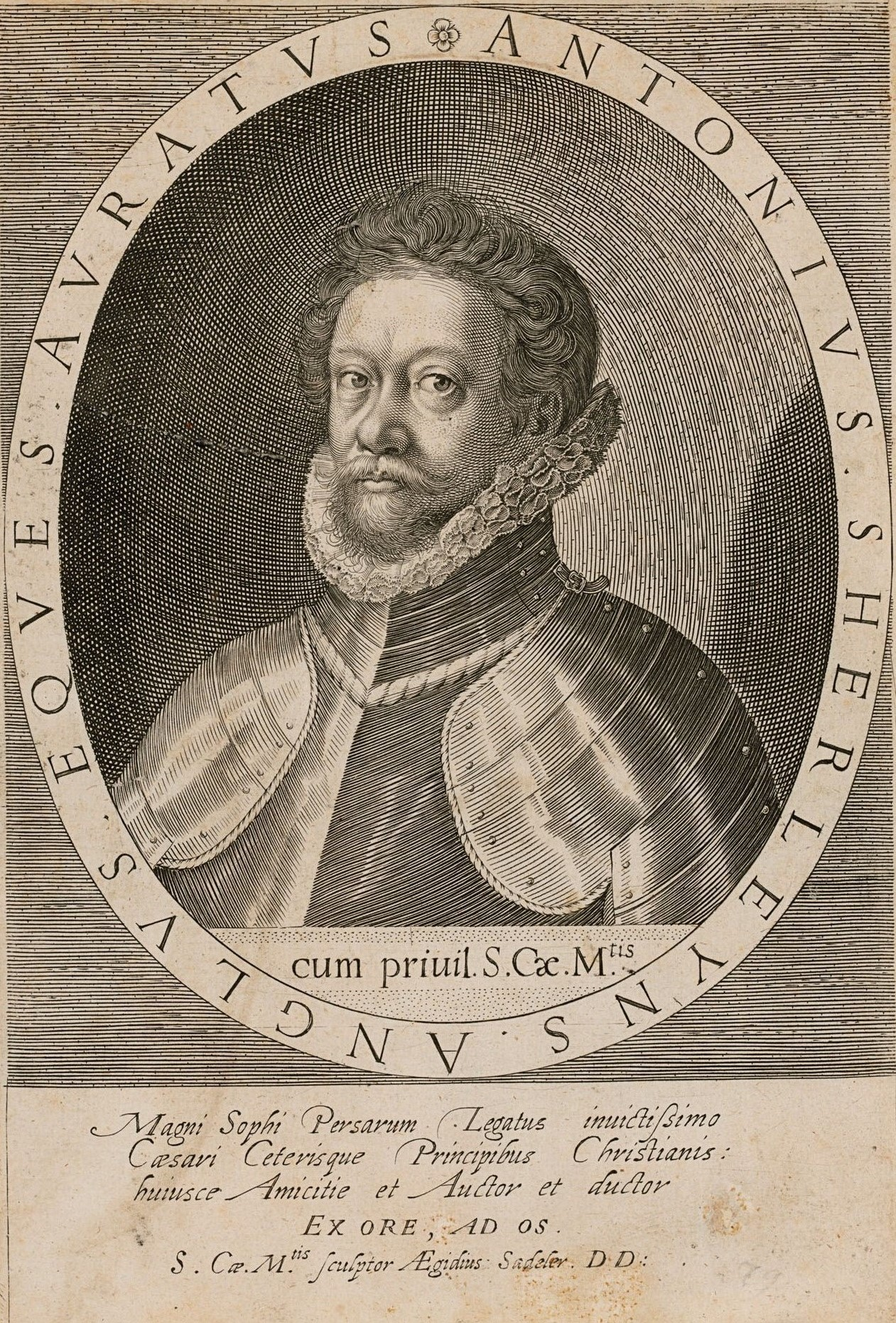
آنتونی شرلی
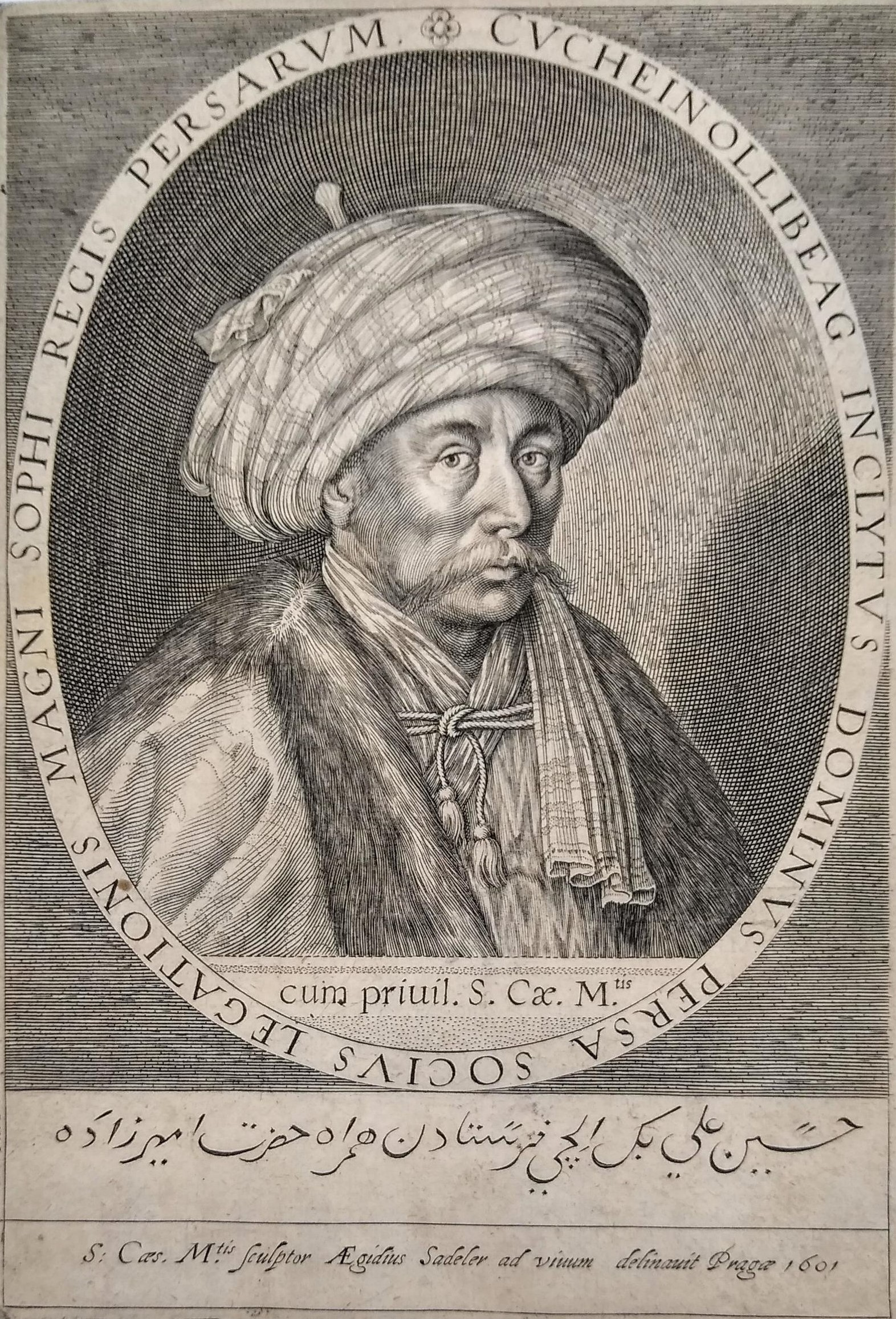
حسینعلی بیگ
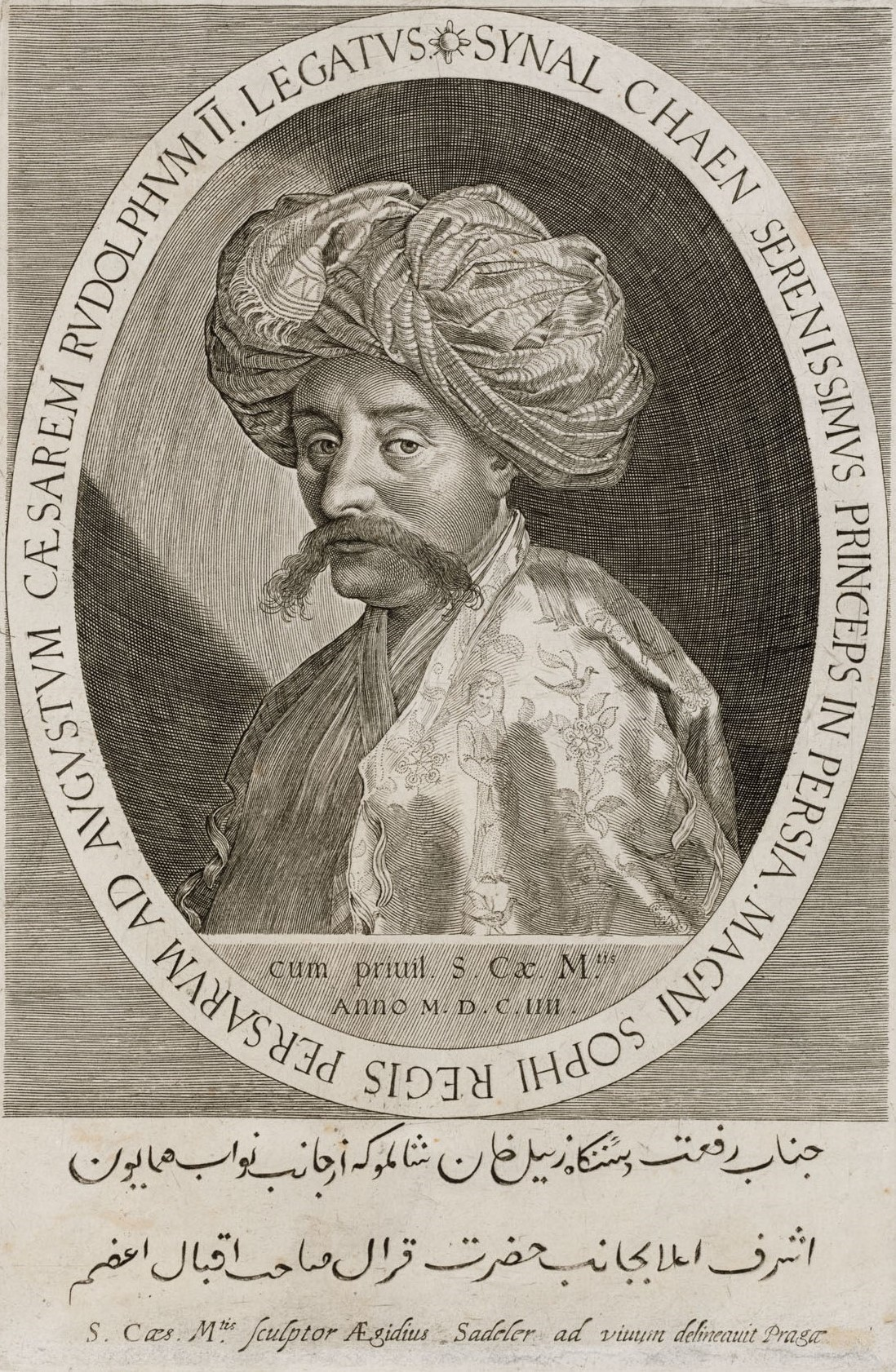
زینل خان شاملو
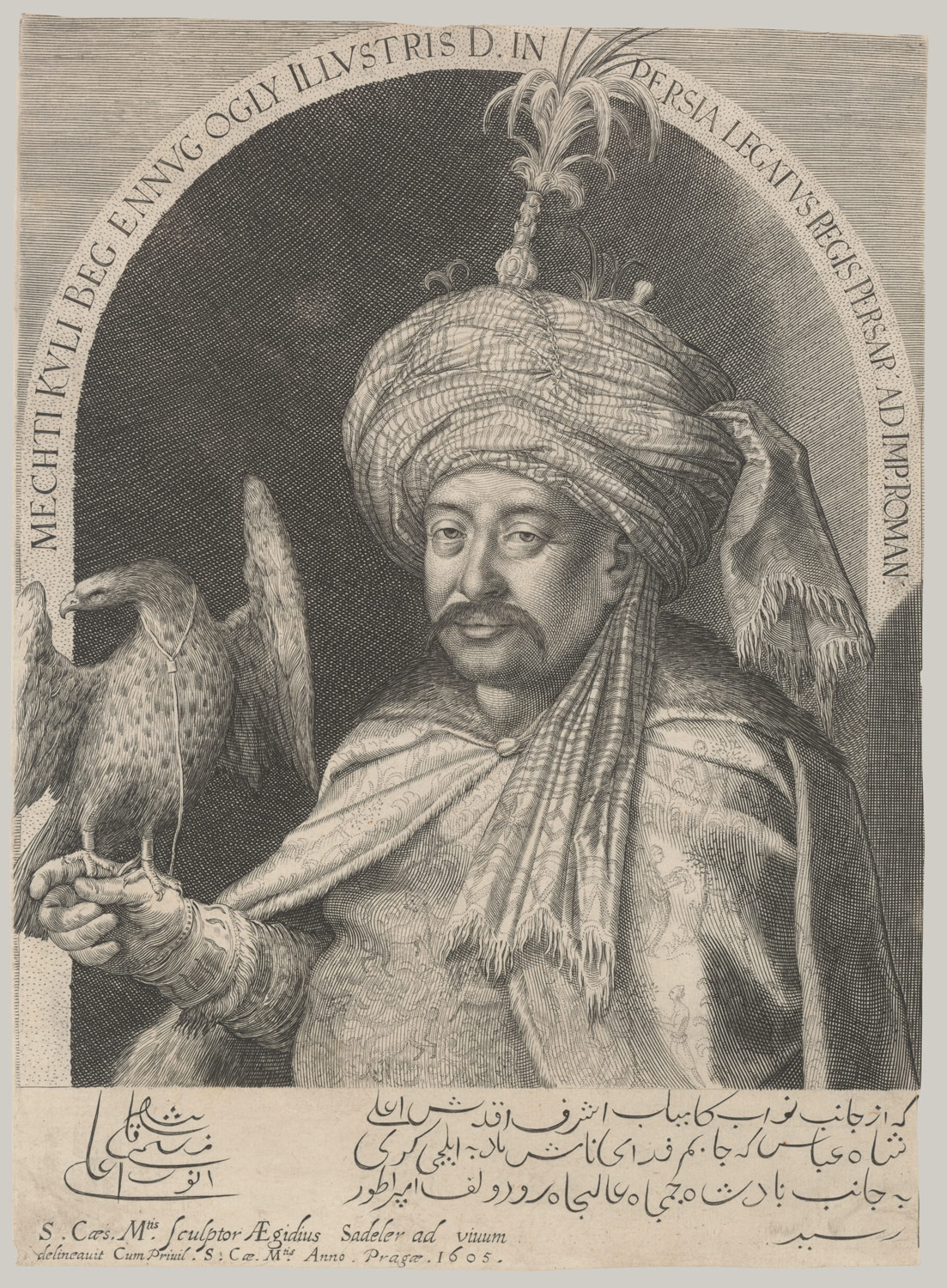
مهدی قلی بیگ